# Orgyia athlophora
Orgyia athlophora är en fjärilsart som beskrevs av Turner 1920. Orgyia athlophora ingår i släktet fjädertofsspinnare, och familjen tofsspinnare. Inga underarter finns listade i Catalogue of Life.